# ドメニコ・ドゥプラ
ドメニコ・ドゥプラ（Domenico Duprà、1689年 - 1770年2月22日）は、イタリアの肖像画家である。ポルトガル王、ジョアン5世の宮廷画家を務めるなど、各国の王族、貴族の肖像画を描いた。

## 略歴
トリノで生まれた。弟のジュゼッペ・ドゥプラ(Giuseppe Duprà: 1703–1784)も画家になった。ローマに移り、フランチェスコ・トレヴィザーニ(Francesco Trevisani: 1656-1746)の弟子になった。ヴェネツィア出身のトレヴィザーニのスタイルと、フランスの肖像画家、イアサント・リゴー(1659-1743)やジャン＝マルク・ナティエ(1685-1766)のスタイルの両方の影響を受けているとされる 。
1719年から1730年の間、ポルトガル王国の国王、ジョアン5世に招かれて宮廷画家を務め、リスボンで多くの王族の肖像画を描いた。若い時代の王女、バルバラ・デ・ブラガンサや王子ジョゼ1世らの肖像画を描いた。1730年からは1750年の間は再びローマで活動し、教会の貴族たちの肖像画を描いた。枢機卿パッシオーネイ(Domenico Silvio Passionei)やローマに亡命していたスコットランドの重商主義の経済学者、ジェームズ・スチュアート(Sir James Steuart, 3rd Baronet of Goodtrees)らの肖像画を描いた。
1750年に弟のジュゼッペとトリノに戻り、サルデーニャ王国を支配するサヴォイア家のために働き、多くの王族の肖像画を残した。
1770年にトリノで没した。

## 作品

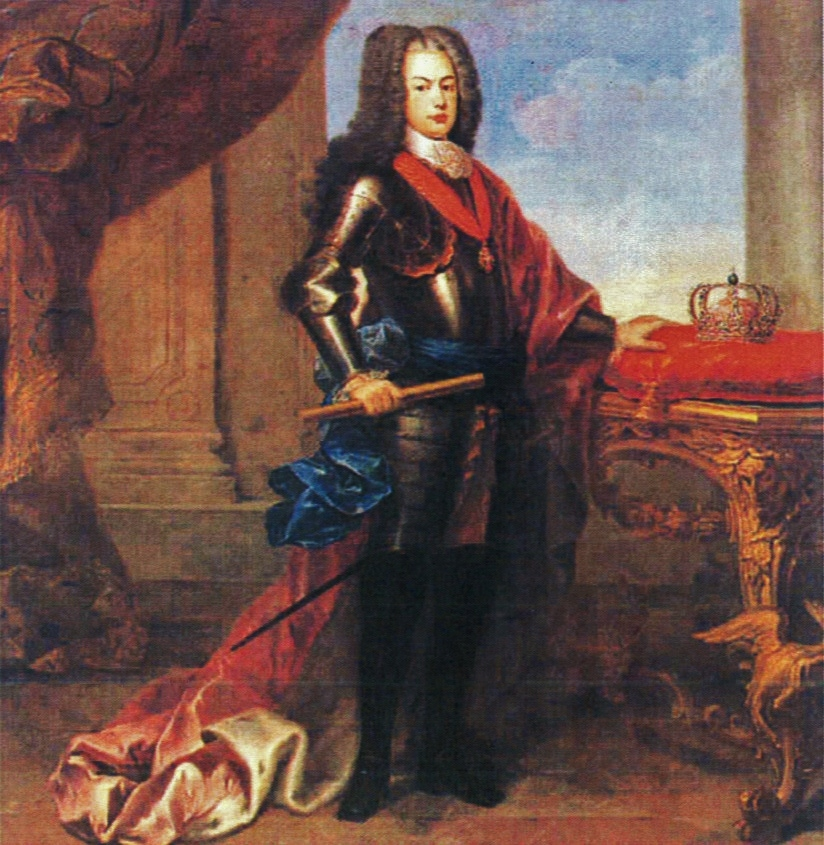
ジョアン5世(c.1725)) Paço Ducal de Vila Viçosa 蔵
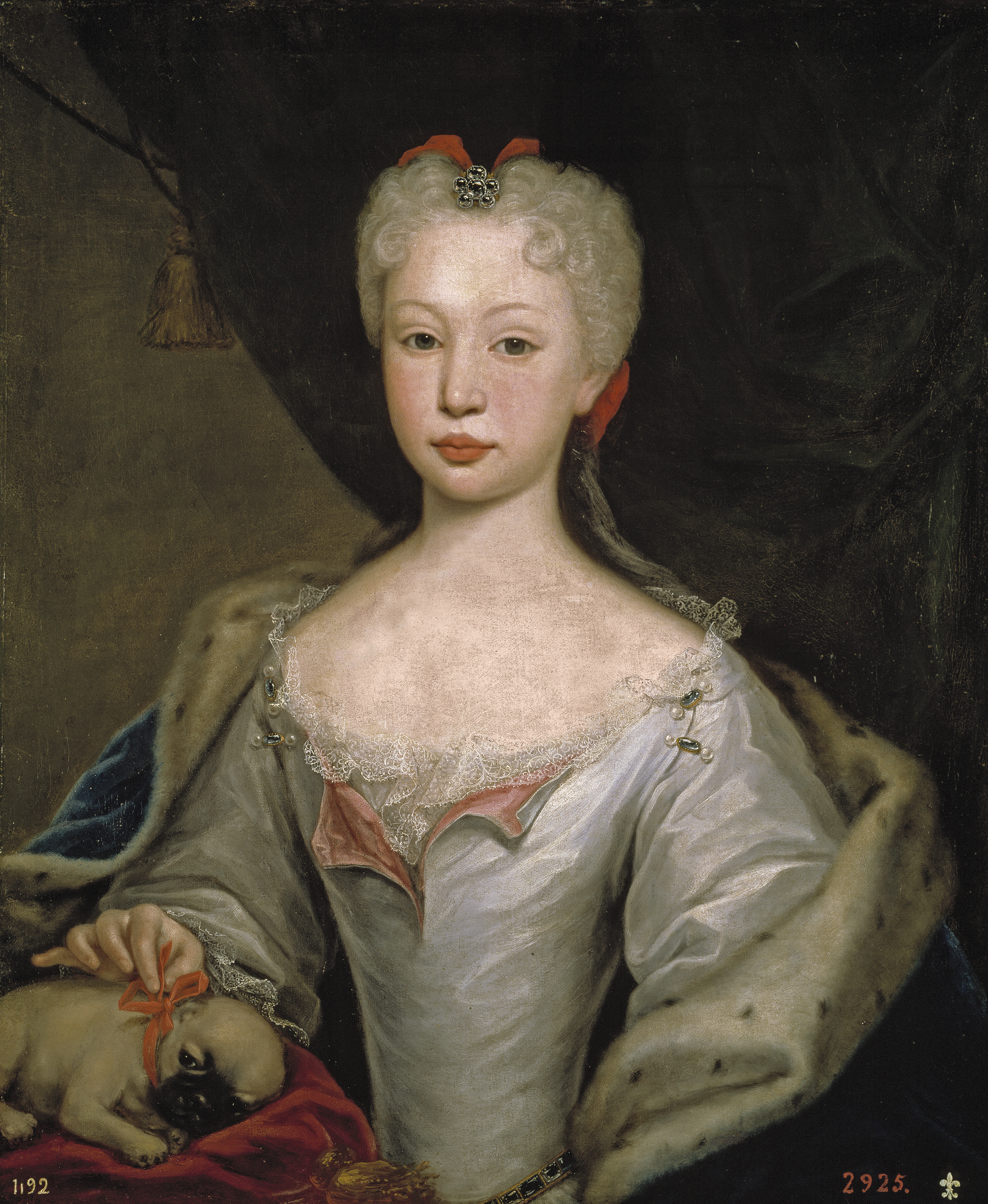
バルバラ・デ・ブラガンサ (1725) プラド美術館 蔵
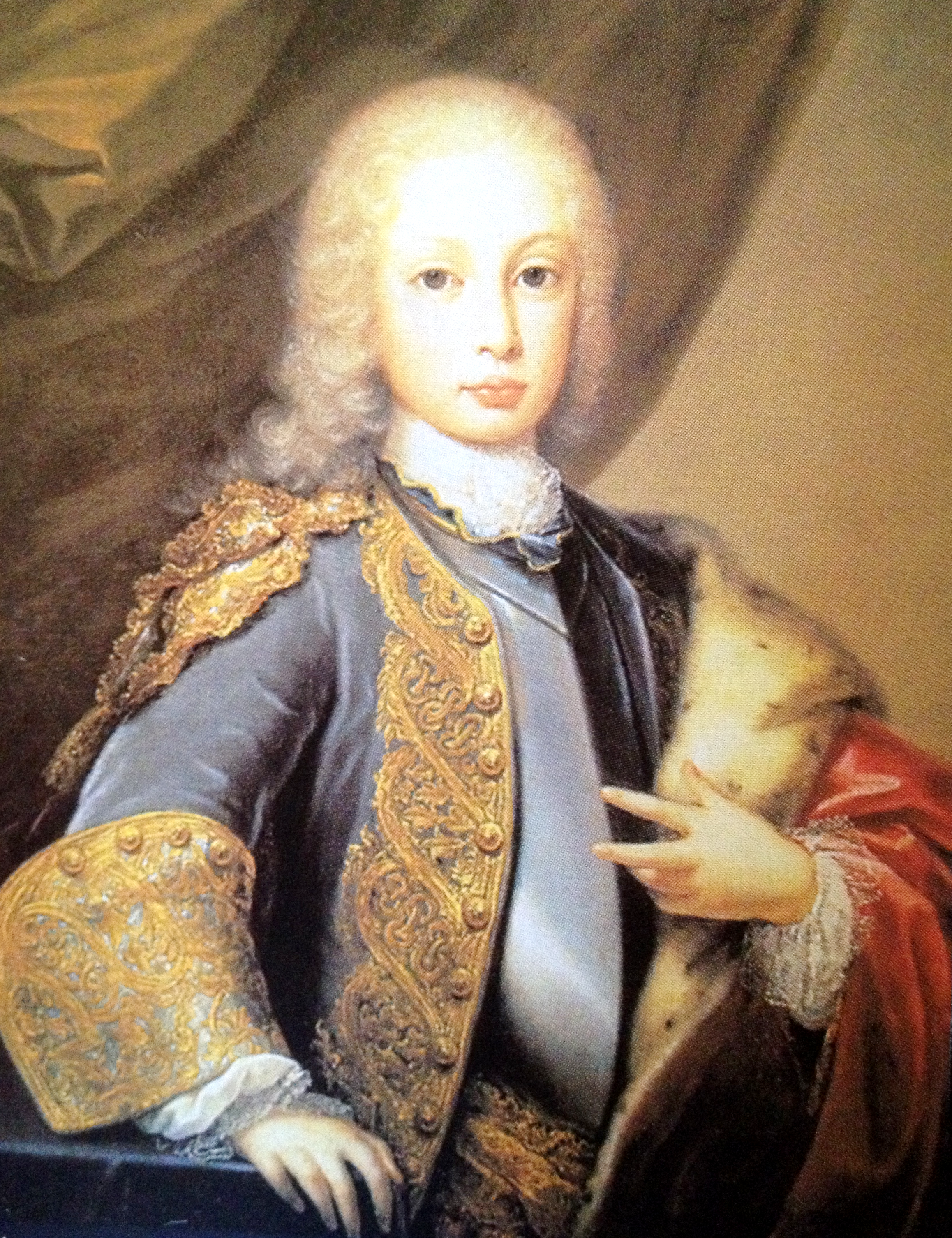
少年期のジョゼ1世 (ポルトガル王)(1725)
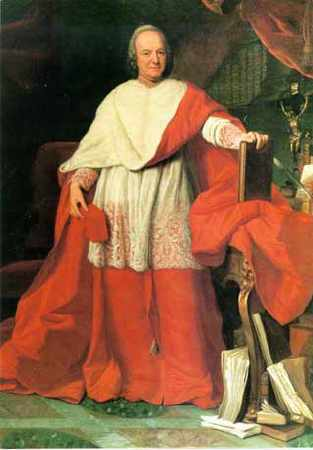
枢機卿パッシオーネイ(Domenico Silvio Passionei)